# معركة المدية (1830)
معركة المدية معركة قام بها سكان القرى والمدن الجزائرية، رفضًا لوجود أيي استعمار في الجزائر، وقعت في ولاية المدية في 22 نوفمبر 1830 ما بين عروش وقبائل الصنهاجة اللمدانيين والقوات الفرنسية، بعد نزول هذه الأخيرة في ميناء سيدي فرج واحتلالها للمنطقة. تميزت المقاومة في هذه المنقطة بأساليب عدة، منها ما هو في الميدان السياسي أو الثوري العسكري والعقائدي